# 趙忠 (宣德進士)
趙忠（1404年—1459年），字行恕，直隸蘇州府長洲縣人，明朝政治人物。進士出身。南宋福王赵与芮之后，元朝平原郡公趙孟桂四代孫。

## 生平
他的父趙學禮，母陳氏。父趙學禮是以子貴贈文林郎、河南道監察禦史。
應天鄉試第三十八名。宣德五年（1430年）丁丑科會試第六十一名，殿試登進士第三甲第三十二名。授監察御史，官至雲南參議。初任河南道監察禦史、文林郎。累官至朝散大夫、最終雲南布政使司右參議。

## 家族
他是宋太祖趙匡胤次子趙德昭的十四世孫及南宋福王赵与芮的五代孫。高祖父趙孟桂，任元朝中奉大夫檢校大司農，平原郡公。曾祖父趙由瑤，曾任元□□州知州。祖父趙宜濬又趙宜睿。父亲趙學禮。